# Komedier i Bergslagen
"Komedier i Bergslagen" var ett samlingsnamn på tre romaner av Hjalmar Bergman: Två släkter (1914), Dansen på Frötjärn (1915) samt Knutsmässo marknad (1916). Handlingen i de tre romanerna koncentrera sig kring några mäktiga släkter och deras kamp varför benämningen "komedi" här har en ironisk innebörd.  Löst knuten till trilogin är även Mor i Sutre (1917) som gavs ut precis efter denna och även skildrar en liknande miljö.
Två släkter finns i fulltext på Litteraturbanken.